# Achrysocharoides gliricidiae
Achrysocharoides gliricidiae is een vliesvleugelig insect uit de familie Eulophidae. De wetenschappelijke naam is voor het eerst geldig gepubliceerd in 1993 door Hansson & Cave.